# Изложба „Простор” (1975)
Изложба „Простор” се одржала у периоду од 4. до 30. септембра 1975. године у Парку пријатељства, Блоку 45 на Новом Београду, на Ташмајдану и у Шумицама.

## Жири
Експонате за изложбу је одабрао жири у саставу:
- Братислав Стојановић, председник Жирија
- Ана Бешлић
- Коста Богдановић
- Стеван Боднаров
- Венија Вучинић Турински
- Станислав Живковић
- Славољуб Станковић

## Излагачи
1. Милун Видић
2. Ана Виђен
3. Ратко Вулановић
4. Милија Глишић
5. Владимир Комад
6. Анте Мариновић
7. Славољуб Радојчић
8. Мира Сандић
9. Милосав Сунајац
10. Ђорђије Црнчевић
11. Милан Четник
12. Јелисавета Шобер Поповић